# Louis de Berset
Pour les articles homonymes, voir Berset.
Louis de Berset est un homme politique français né le 3 juin 1805 à Avenières (Mayenne) et décédé le 20 février 1873 à Laval (Mayenne).

## Biographie
Membre de la famille Berset, il est le fils de Claude-René de Berset. Il est député de la Mayenne de 1849 à 1851, siégeant à droite avec les monarchistes.
Il échoue aux Élections législatives de 1852.
Le Château du Bois-Robert à Préaux et son entourage est l'œuvre de Louis de Berset (1850). Au XIXe siècle, l'Abbé Angot indique que les serres de plantes rares et de palmiers superbes étaient les plus belles du pays. 
Louis de Berset avait acquis une partie de la bibliothèque du Château de Rosny Il y avait là une collection rare d'ouvrages illustrés.

## Sources
- « Louis de Berset », dans Adolphe Robert et Gaston Cougny, Dictionnaire des parlementaires français, Edgar Bourloton, 1889-1891 [détail de l’édition]